# Анновка (Широковский район)
Анновка (укр. Ганнівка) — село,
Шестернянский сельский совет,
Широковский район,
Днепропетровская область,
Украина.
Код КОАТУУ — 1225887702. Население по переписи 2001 года составляло 236 человек.

## Географическое положение
Село Анновка находится на левом берегу реки Ингулец,
выше по течению на расстоянии в 1 км расположено село Шестерня,
ниже по течению на расстоянии в 8 км расположено село Новобратское,
на противоположном берегу — село Заградовка.
По селу протекает река Кобыльная.